# Wish Me Mell
Wish Me Mell (ウィッシュミーメル, Uisshu mī meru) est une série de personnages créée par Sanrio le 27 décembre 2010,, avec des dessins de caractère faits par Miyuki Okumura, qui a conçu Cinnamoroll. L'héroïne principale de la série est un lapin nommé Mell, qui est censé être un personnage qui exprime les sentiments que tout le monde a, en disant simplement «Merci», «Je suis désolé» ou «Je t'aime!», et en connectant des cœurs dans le processus.
La chanson de la série est « Stay the Same », interprété par le chanteur japonais Mai Kuraki. La chanson elle-même est utilisée dans certains événements à Sanrio Puroland.

## Personnage
Mell (メル, Meru)
Mell (Né le 20 septembre) est un lapin blanc originaire de France , qui vit depuis longtemps à Merci Hills. Elle est retirée de tout le monde et pense qu'elle n'a pas d'amis pour s'occuper d'elle. Jusqu'à ce que les lettres envoyées par tout le monde lui rappellent qu'elle a des amis pour la soutenir et décident de quitter pour la première fois sa maison en forme d'œuf. La queue de Mell est teinte dans diverses couleurs pastel bien qu'elle soit blanche dans le prologue. Elle est considérée comme un peu écervelée, mais elle a néanmoins un cœur bon et sincère. Mell a le béguin pour Lutz, qui lui a un jour livré une lettre très spéciale qui lui a ouvert le cœur.Mell a le sac postal rouge de Lutz comme souvenir lorsqu'il a quitté Merci Hills et est allé au Kenya, revenant seulement une fois pour voir comment elle va. Mell est guidée par Ciel et sa mission est de connecter les sentiments des autres en tant que facteur de Merci Hills. Elle a également la capacité d'aller dans le monde des humains en traversant l'arc-en-ciel au pied du Rainbow Post Office. Mell est devenu membre honoraire de Sanrio Puroland en 2014 et travaille actuellement à la poste. Elle a également joué dans une série de courts métrages en direct trouvés sur la chaîne Youtube officielle de Sanrio Puroland, où on peut la voir travailler avec des invités à la réunion. Son oiseau de courrier est Sunday (サンディ, Sandi).